# Taufbecken St-Martin (Commeny)

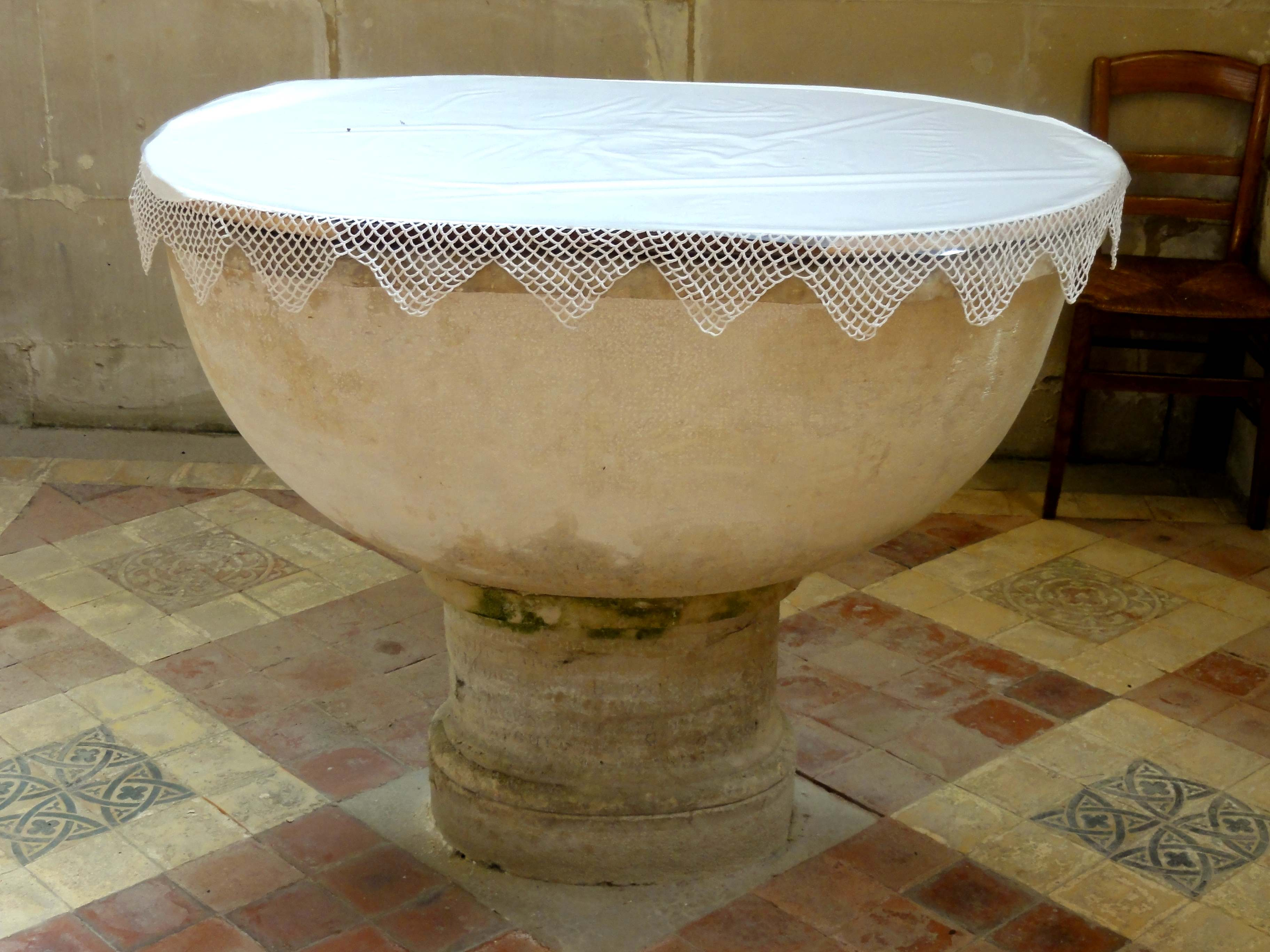
Taufbecken in Commeny

Das Taufbecken in der katholischen Kirche St-Martin in Commeny, einer französischen Gemeinde im Département Val-d’Oise in der Region Île-de-France, wurde 1781 geschaffen. Im Jahr 1988 wurde das Taufbecken als Monument historique in die Liste der geschützten Objekte (Base Palissy) in Frankreich aufgenommen.
Das Taufbecken aus Stein besitzt auf dem Sockel folgende Inschrift: „Ces fonts baptismaux ont été donné a cette paroisse par la fabrique de St Jacques de la boucherie de Paris de Mrs Merel. curé. Paulmier de Roussy, Lesguilliez, Fontaine marguilliers en charge le 22 novembre 1781“.